# Pohárnok Jenő
Pohárnok Jenő, születési és 1941-ig használt nevén Pohárnik Jenő (Győr, 1898. november 24. – München, 1962. november 14.) tanító, költő, író, újságíró.

## Életútja
A győri tanítóképzőben végzett 1916-ban. Ezután katonaként szolgált, tartalékos hadnagyként szerelt le. 1919-től a győri királyi katolikus tanítóképző gyakorlóiskolájában tanított.  1920 és 1944 között a Dunántúli Hírlapnál dolgozott, majd 1922-től 1944-ig a Gárdonyi Géza Irodalmi Társaság titkára volt, valamint a Kisfaludy Irodalmi Kör titkára és a Győr egyházmegyei Római Katolikus Tanítóegyesület elnöki tisztét is betöltötte. 1922-ben a Nemzeti Színház drámapályázatára beküldte Vitéz Virág András című háromfelvonásos színművét, és meg is nyerte azt. 1938-ban elnyerte a Szent István-ösztöndíjat és elzarándokolt Rómába. 1941-44-ben a Katolikus Tanügyi Tanács Ifjúsági Irodalmi Bizottságának tagja volt. Támogatta a zsidók deportálását.1945 márciusában kivándorolt Ausztriába, később a Német Szövetségi Köztársaságba költözött. 1948 januárjáról júliusáig a clevelandi Kisharang három számát szerkesztett. 1957 és 1962 között tagja volt a Vörösmarty Irodalmi Körnek. 1953. április 10-től 1957-ig a müncheni Új Hungária hetilap felelős kiadója. 1962-ben Vörösmarty-díjjal jutalmazták. Írásai megjelentek a Pásztortűzben, a Kanadai Magyar Újságban, a Magyar Könyvbarátokban, a bécsi Magyar Híradóban és egyéb külföldi lapokban.
Álnevei és betűjegye (Magyarországon): -ő.; Pohárnok Jenő (1941-ig is); Pozsonyi Jenő.

## Művei
- Észak csillaga. Mesék. Bp., 1925.
- Föltámadunk. Irredenta gyermekversek. Győr, 1925.
- A gyermekek királya. Ifjúsági regény. Bp., 1927.
- Mesegyöngyök. Uo., 1927.
- Előre. Versek. Győr, 1928.
- Mocsárláz. Színdarabok. Uo., 1929.
- A glóriás herceg. Szt Imre-emlékkönyv elemi iskolák számára. Szerk. Bp., 1930.
- Rabmadár. Cserkészoperett. Zene Klempa Sándor és Szalay Albin. Uo., 1930.
- Három cimbora. Ifjúsági regény. Uo., 1936.
- A verhetetlen tizenegy. Ifjúsági regény. Uo., 1936. (München, 1948. németül is; Buenos Aires, 1952)
- Szent István király. Tanulmány. Uo., 1937. (Köln, 1951; Cleveland, 1953)
- A bűvös korona. Ifjúsági regény. Uo., 1937. (Szent István országa 5.)
- A győzelem útja. Szj. Uo., 1942. (Actio Catholica)
- A lovagkereszt. Ifjúsági regény. Uo., 1943.
- Elbeszélések. Wulfen, 1948.
- König der Kinder. München, 1953.
- Szép magyar világ. Olvasókönyv a 3/4. o. számára. Cleveland, 1956.
- Die Unbesiegten. München, 1957.
- Földrajzi séták a Kárpát-medencében. Uo., 1957.
- Nevelési zseblexikon. Csíky Á. Máriával. Köln, 1957.
- Tarsicius. (Ifjúsági regény németül) München, 1961.